# Davit Bakradze
Davit Bakradze (grúzul: დავით ბაქრაძე; Tbiliszi, 1972. július 1. –) grúz diplomata és politikus. 2004-től parlamenti képviselő, 2008 elején néhány hónapig külügyminiszter volt, 2008 június 8-tól 2012. október 21-ig  Grúzia parlamentjének elnöke volt.

## Szakmai karrierje
A Grúz Műszaki Egyetemen szerzett diplomát 1994-ben. 1998-ban matematikai–fizikai témájú doktori fokozatot kapott a Tbiliszi Állami Egyetemen, disszertációját a rádiófizika elméleti alapjairól írta. Közben, 1995–1996-ban a grúz–amerikai Grúz Közigazgatási Intézetben, valamint többször külföldön is folytatott tanulmányokat. 1997-ben a genfi Swiss International Relations Institute hallgatója volt. Svájci tanulmányai befejezése után a grúz külügyminisztérium munkatársa lett. Közben, 1998-ban a németországi George Marshall European Centre for Security Students kurzusainak hallgatója volt. 2001-ben elvégezte Rómában a NATO Defence College tanfolyamát. Szolgált a Grúz Nemzeti Gárdában, ahol sorhajóhadnagyi rendfokozattal rendelkezik.

## Politikai karrierje
1997-től vesz részt aktívan a grúz politikai életben. 1997-től 2002-ig a grúz külügyminisztériumban dolgozott, majd 2002–2004 között a Grúz Nemzetbiztonsági Tanács munkatársa volt. 2004 áprilisában a Miheil Szaakasvili vezette Egyesült Nemzeti Mozgalom színeiben parlamenti képviselővé választották. A parlamentben az euroatlanti integrációs bizottság elnöke volt. 2007. július 19-én a szakadár grúz területek konfliktus-kezelésével foglalkozó államminiszterré nevezték ki. E minőségében egyúttal a Dél-Oszétiával és Abháziával kapcsolatos tárgyalásokon grúz részről főtárgyaló volt. 2008 januárjában pedig Lado Gurgenidze kormányában a külügyminiszteri posztot kapta.
A 2008. május 21-i grúziai parlamenti választásokon Bakradze vezette az Egyesült Nemzeti Mozgalom pártlistáját, miután a pártvezetéssel összetűzésbe került Nino Burdzsanadze lemondott a listavezetői helyről. 2008. június 7-én őt választották meg a parlament elnökévé, ezen a poszton Nino Burdzsanadzét váltotta. Ezt a tisztségét 2012. október 21-ig töltötte be.
A Mozgalom a Szabadságért – Európai Grúzia pár jelöltjeként indult a 2018-as grúziai elnökválasztáson, ahol a szavazatok 10,97%-ának megszerzésével a harmadik helyen végzett. Az elnökválasztás második fordulójában Grigol Vasadzét támogatta.